# Australisk vadarsvala
Australisk vadarsvala (Glareola isabella) är en fågel i familjen Glareolidae inom gruppen vadarsvalor.

## Utseende och läten
Australisk vadarsvala är en medelstor (19-24 cm) slank vadarfågel, med kort böjd röd och svart näbb samt långa spetsiga vingar. Den är något mindre och har längre vingar än orientvadarsvala. Det som framför allt utmärker arten är dess långa ben, längre än alla andra vadarsvalor. Det är dessa långa ben som släktnamnet och det tidigare svenska trivialnamnet refererar till.
I övrigt är fågeln sandbrun ovan och på bröstet, vit på haka och strupe. Näbben är svart med röd spets, ben och fötter är svarta. I flykten syns vitt övergump och sandbruna vingar med svarta handpennor. Könen är lika. Den är känd för att låta under dåligt väder, en mjuk och sorgsam vissling, dämpad drill eller vassare och ljudliga toner.

## Utbredning och systematik

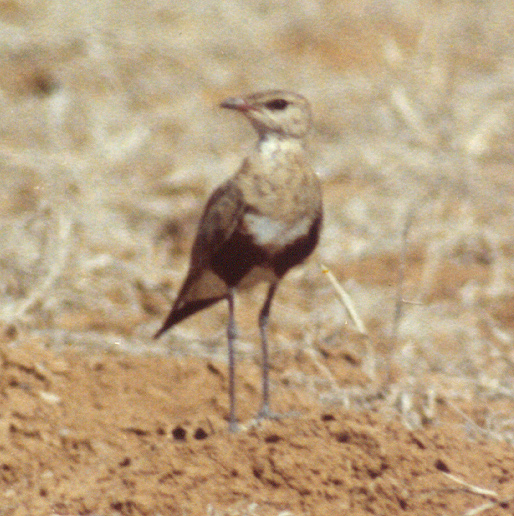
Adult fotograferad i augusti.

Arten häckar enbart i Australien. Delar av populationen är flyttfåglar som bland annat övervintrar i Indonesien, Malaysia och på Papua Nya Guinea, och årligen passerar den Christmas Island på sin flyttning till och från häckningsområdena. Den delas inte upp i några underarter.
Arten har tidvis placerats i det egna släktet Stiltia, som först beskrevs 1855 av George Robert Gray. Teorin är att den utgör en mellanform mellan de äkta vadarsvalorna och ökenlöparna i Cursorius. DNA-studier visar dock att detta synsätt är inkorrekt och att australisk vadarsvala trots allt är inbäddat i släktet Glareola.

## Levnadssätt

### Biotop
Australisk vadarsvala förekommer i trädlös öppen terräng med sparsam växtlighet. Ibland kan den också ses i närheter av våtmarker, flodbäddar, laguner och reningsverk. Under häckningstid behöver den tillgång till buskage som ungarna kan skydda sig i.

### Föda
Fågeln lever framför allt av insekter, spindlar och hundrafotingar. Födan fångas i luften eller från marken dagtid men framför allt kring gryning och skymning. Australisk vadarsvala har saltkörtlar, vilket betyder att den kan dricka saltvatten.

### Häckning
Australisk vadarsvala häckar i små och lösa kolonier beroende på väder, men de flesta mellan september och november.

## Status
Arten har ett stort utbredningsområde och internationella naturvårdsunionen IUCN kategoriserar arten som livskraftig. Beståndsutvecklingen är dock oklar.